# 雨海弘美
雨海 弘美（あまがい ひろみ、1969年  - ）は、日本の翻訳家。
東京都生まれ。早稲田大学第一文学部卒業。

## 訳書
- マーサ・ヒックマン『別れを癒す、日々のことば』角川書店、1996年

- ローラ・ジョーンズ『ある貴婦人の肖像』徳間文庫、1997年
- バール・ベアラー、ウェズリー・ストリック、ジョナサン・ヘンズレイ『セイント』徳間文庫、1997年
- ウィリアム・オーエンス『アミスタッド』徳間文庫、1998年
- カーメン・レネイ・ベリー、タマラ・トレイダー『ガールフレンズ―─心をそっと打ち明けて』大和書房、1998年
- ジェーン・オーウェン『カムデン・ガールズ』ソニー・マガジンズ、1998年
- アンガス・ベイティ『ビースティ・ボーイズ』ブルース・インターアクションズ、1999年
- ルパート・トムソン『ソフト』角川書店、2000年
- クリス・マッガワン、ヒカルド・ペサーニャ『ブラジリアン・サウンド―─サンバ、ボサノヴァ、MPB ブラジル音楽のすべて』シンコー・ミュージック、2000年
- ジョン・リドリー『愛はいかがわしく』角川書店、2000年
- ベン・ライス『ポビーとディンガン』アーティストハウス、2000年
- イザベル・ロサーダ『イザベルの毎日がしあわせ―─誰もが癒される14の方法』ソニー・マガジンズ、2002年
- キース・ロウ『トンネル・ヴィジョン』ソニー・マガジンズ、2002年
- ドロシー・ロー・ノルト、レイチャル・ハリス『10代の子どもが育つ魔法の言葉』PHP研究所、2002年
- リチャード・F・ミニター『僕がほしいのはパパとママと釣りざおだった』PHP研究所、2002年
- チャック・バリス『コンフェッション』角川文庫、2003年
- ジェフ・ニコルスン『美しい足に踏まれて』扶桑社、2003年
- イザベル・ロサーダ『スピリチュアル・ビューティ―─女を磨く14の方法』ソニー・マガジンズ、2003年
- ダイアン・ジョンソン『ル・ディヴォース─―パリに恋して』小学館文庫、2004年
- リー・ホランダー『男が女につく101の嘘』角川書店、2004年
- キングズレイ・アボット『ビーチ・ボーイズ　ペット・サウンズ・ストーリー ──ブライアン・ウィルソン奇跡の名作秘話』ストレンジデイズ、2004年
- トビー・リット『リリーからの最後の電話』ソニー・マガジンズ、2004年
- アネ・ホルム『アイ・アム・デビッド』角川文庫、2005年
- レックス・ピケット『サイドウェイ』ソニー・マガジンズ、2005年
- アナ・ジョンソン『スリー・ブラック・スカートの法則』ソニー・マガジンズ、2005年
- イーサン・ホーク『いま、この瞬間も愛してる』ソニー・マガジンズ、2005年
- マーク・オールドマン『NYスタイル ワイン・ブック』ヴィレッジブックス、2006年
- ヴィクトリア・ベッカム『おしゃれの掟』講談社、2007年
- メリッサ・バンク『ささやかだけど忘れられないいくつかのこと』ヴィレッジブックス、2008年
- アン・ブラッシェアーズ『ラストサマー ──さよならの季節に』ヴィレッジブックス、2009年
- レックス ・ピケット『サイドウェイズ』ヴィレッジブックス、2009年
- リサ・グリーン『妊娠と夫婦とカウンセリング』ヴィレッジブックス、2011年
- ジュリア・ゴールディング『キャットと王立劇場のダイヤモンド』静山社、2011年
- ジュリア・ゴールディング『キャットと奴隷船の少年』静山社、2011年
- ジュリア・ゴールディング『キャットとパレロワイヤルの盗賊王』静山社、2012年
- ロブ・シェフィールド『ラブ・イズ・ア・ミックステープ』ヴィレッジブックス、2012年
- ジュリア・ゴールディング『キャットとカレージャス号の陰謀』静山社、2012年

- カレン・トンプソン・ウォーカー『奇跡の時代』角川書店、2013年
- ヒュー・ハウイー『ウール』（上・下）角川文庫、2013年

- ヒュー・ハウイー『シフト』（上・下）角川文庫、2014年
- シェリル・ストレイド『わたしに会うまでの1600キロ』静山社、2015年
- ヒュー・ハウイー 『ダスト』（上・下）角川文庫、2015年
- ローリー・アン・トンプソン文、ポール・シュミッド絵『ぼくのわんこ』岩崎書店、2016年
- クレア・ノース『ハリー・オーガスト、15回目の人生』角川文庫、2016年
- ヒュー・ハウイー『サンド』角川文庫、2017年
- クレア・ノース『接触』角川文庫、2018年
- クレア・ノース『ホープは突然現れる』角川文庫、2019年
- マーサ・ヒックマン『別れを癒す、365日のことば』KADOKAWA、2020年
- プラバ・ラム & シーラ・プルイット文、シルバ・ラナデ絵『トゥクパをたべよう──インドのごちそうスープ』イマジネイション ・プラス、2020年
- イモジェン・キーリー『解放──ナンシーの闘い』集英社文庫、2021年
- ミシェル・ザウナー『Ｈマートで泣きながら』集英社クリエイティブ、2022年

## 共訳書
- マーロン・ブランド、ロバート・リンゼイ『母が教えてくれた歌─マーロン・ブランド自伝』内藤誠共訳、角川書店、1995年

- マイロ・シンデル、トゥイ・シンデル『今の職場で理想の働き方をする8つの戦略』矢羽野薫共訳、CCCメディアハウス、2012年

- ポール・マー・ジュニア編集『トム・ウェイツが語るトム・ウェイツ──アルバム別インタビュー集成』村田薫、武者小路実昭共訳、うから、2018年
- デビッド・バーカス『ビジネスで使えるのは「友達の友達」──「冬眠人脈」の底知れぬ力』矢羽野薫、 服部真琴共訳、CCCメディアハウス、2018年
- ヒュー・ルイス=ジョーンズ編集『ファンタジーの世界地図』栗原紀子、黒澤さつき、船山むつみ、長尾実佐子、村井裕美共訳、東京堂出版、2019年
- ウィリアム・マクドナルド編集『ニューヨーク・タイムズが報じた100人の死亡記事』矢羽野薫、服部真琴共訳、河出書房新社、2020年